# 伊藤真波
伊藤真波（いとう まなみ、1984年 - ）は、日本の看護師、水泳選手、ヴァイオリニスト。20歳の際に交通事故に遭遇したことにより片腕を失い隻腕となった。

## 経歴
水泳を子供の頃得意としていた。また7歳からはバイオリンを習い始めた。
2004年に静岡県内で実習先の病院へバイクで向かう際、交通事故に遭った。その際に右腕が巻き込まれたことにより、右腕を切断した。
近畿義肢製作所へ看護師に適した義手の製作を依頼し、神戸百年記念病院に日本初の義手を用いた看護師として就職した（2016年に休職）。
義手を活用するためのリハビリとして2007年に水泳を再開し、2008年北京パラリンピックと2012年ロンドンパラリンピックに出場した。2008年の北京パラリンピックにおいては平泳ぎで4位に入賞した。
2011年頃にはバイオリンを再び演奏するため、これに適した義手の製作を近畿義肢製作所へ依頼した。肩甲骨によって背を通したワイヤーを操作することで、バイオリンの弦を動かす。
2021年、2020年東京パラリンピックの聖火リレーの静岡県内区間においてランナーを務めた。